# Aschener Moor

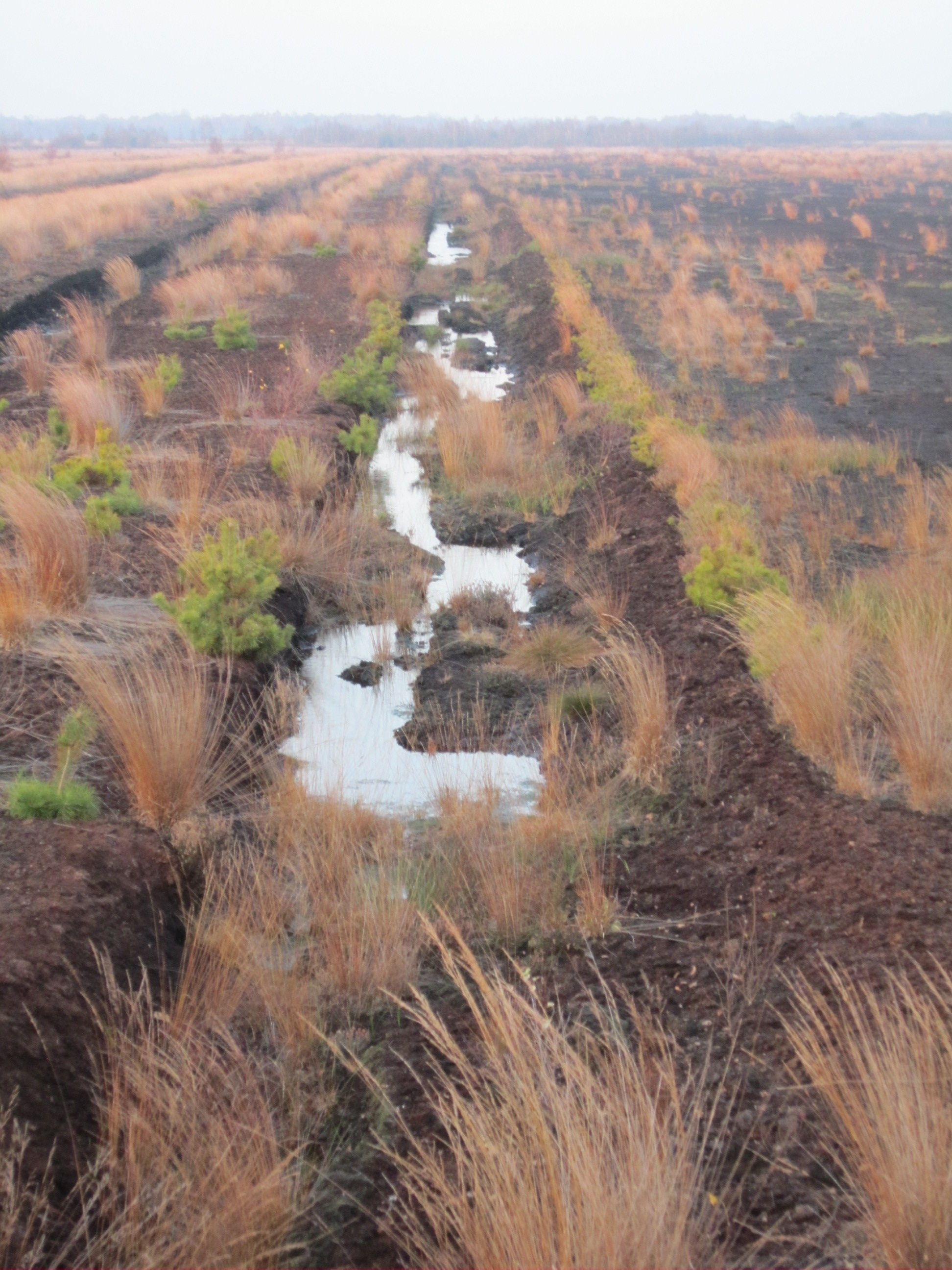
Aschener Moor

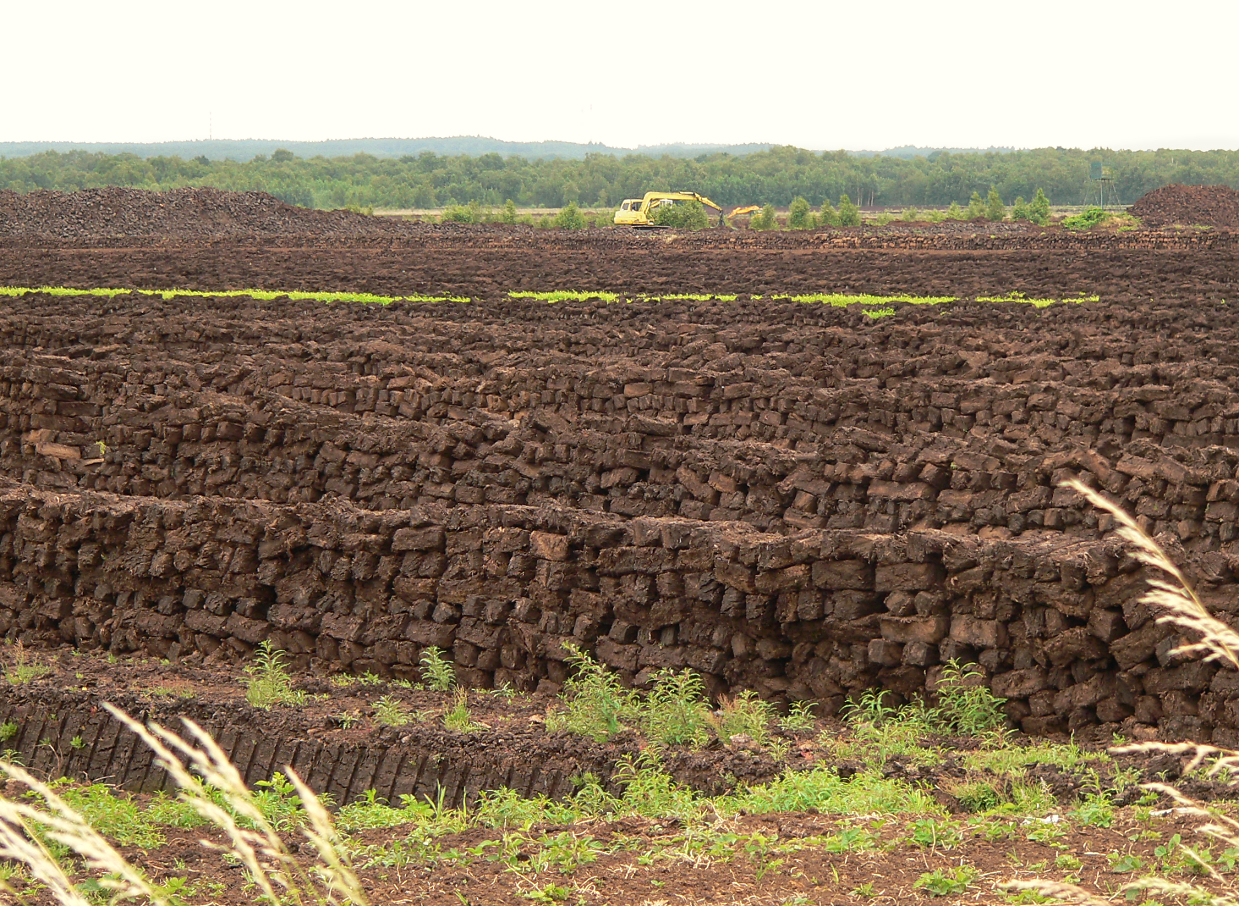
Torfabbau im Aschener Moor

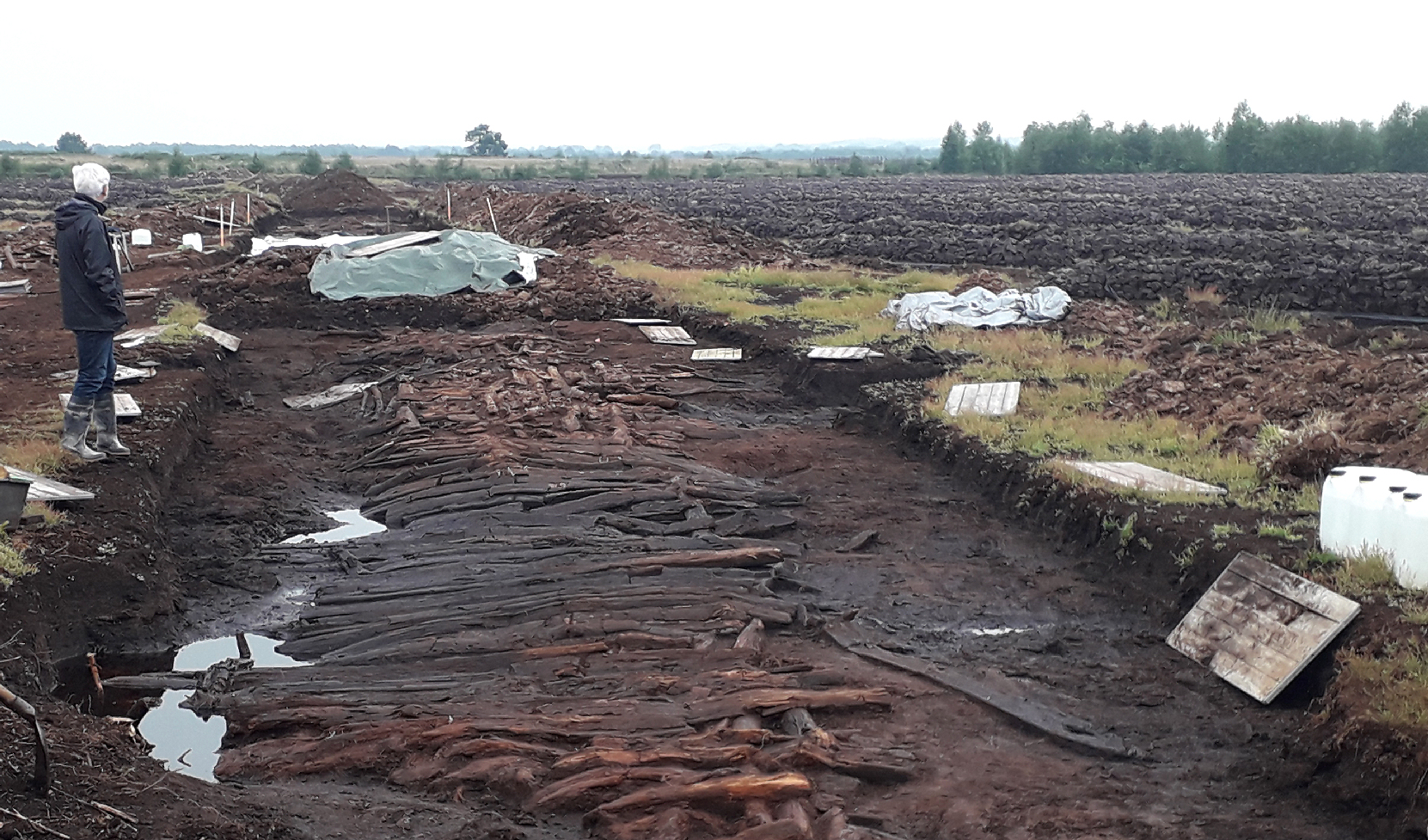
Durch Ausgrabung freigelegter Abschnitt des Moorweges Pr VI, 2020

Das Naturschutzgebiet Aschener Moor war bis zum 7. März 2012 ein Naturschutzgebiet im niedersächsischen Landkreis Diepholz. Es gehörte zur naturräumlichen Region Ems-Hunte-Geest und Dümmer-Geestniederung. Mit Wirkung vom 8. März 2012 wurde das Naturschutzgebiet mit dem Naturschutzgebiet Am Heeder Moor zum Naturschutzgebiet Aschener Moor/Heeder Moor vereinigt. Der zwischen den beiden kleineren Mooren liegende Landstreifen wurde in das vereinigte Moorgebiet einbezogen.

## Beschreibung
Das 186,0 Hektar große Naturschutzgebiet mit der Kennzeichen-Nummer NSG HA 094 lag 4 km nordwestlich des Diepholzer Stadtteils Aschen, an der Grenze zum Landkreis Vechta. 
Auf dem Gebiet sind abgetorfte, zum Teil in Hochmoor-Regeneration befindliche Flächen enthalten, aber auch Moorbirkenwälder und Grünlandflächen. Lebensstätten für schutzbedürftige Tier- und Pflanzenarten, die auf das Hochmoor und dessen Randbereiche angewiesen sind, sollen erhalten, gepflegt und entwickelt werden. Das Gebiet dient darüber hinaus als Regenerationspool für Pflanzen- und Tierarten des Hochmoores für angrenzende Moorbereiche, die industriell abgetorft wurden.

## Geschichte
Mit Verordnung vom 18. Februar 1986 wurde das Gebiet „Aschener Moor“ zum Naturschutzgebiet erklärt. Zuständig war der Landkreis Diepholz als untere Naturschutzbehörde.
Durch vorgeschichtliche Moorwege ist das Naturschutzgebiet Aschener Moor für die Wissenschaft und für die Heimatkunde von Bedeutung. Dazu zählen der ursprünglich 4,2 km lange Moorweg Pr VI aus der vorrömischen Eisenzeit um das Jahr 46 v. Chr. und der vermutlich 3,4 km lange Moorweg Pr VII aus der Jungsteinzeit etwa 2650 v. Chr.